# Mark Rober
Mark Rober (* 11. März 1980) ist ein US-amerikanischer YouTuber, Ingenieur und Erfinder. Auf seinem gleichnamigen YouTube-Kanal veröffentlicht er seit 2011 Videos, in welchen er unter anderem Experimente durchführt, eigene Erfindungen baut und seinen Zuschauern wissenschaftliche Erkenntnisse näherbringt. Bevor er YouTuber wurde, war Rober neun Jahre lang Ingenieur bei der NASA, wo er auch im Jet Propulsion Laboratory am Marsrover Curiosity arbeitete. Später arbeitete er vier Jahre lang für Apple als Produktdesigner.

## Frühes Leben
Rober wuchs im Orange County (Kalifornien) auf und entwickelte schon im Kindesalter ein Interesse für das Ingenieurwesen. Er studierte an der Brigham Young University Maschinenbau und erhielt seinen Master-Abschluss an der University of Southern California.

## Karriere

### Frühe Karriere (NASA)
Rober arbeitete von 2004 an neun Jahre im Jet Propulsion Laboratory der NASA. Sieben Jahre davon arbeitete er am Marsrover Curiosity mit. Des Weiteren designte er Komponenten für andere Missionen des Jet Propulsion Laboratory wie GRAIL und SMAP. Rober veröffentlichte eine Fallstudie über die Anwendung von Wiki-Technologie in einer High-Tech-Organisation, um eine „Intrapedia“ zur Erfassung von Unternehmenswissen zu entwickeln.

### YouTube-Kanal und Projekte
Im Oktober 2011 nahm Rober sein erstes YouTube-Video auf. In diesem zeigt er ein selbst entwickeltes Halloween-Kostüm, das mittels zwei iPads die Illusion erweckt, durch den Körper zu sehen. Das Video verbreitete sich viral und erhielt an nur einem Tag 1,5 Millionen Aufrufe. Im Jahr darauf gründete er Digital Dudz, ein Unternehmen, das sich auf das Herstellen von Kostümen mit dieser Technologie spezialisiert. 2013 verkaufte er das Unternehmen an die britische Kostümfirma Morphsuits.
Rober verfasste 2014 und 2015 mehrere Artikel für die Zeitschrift Men's Health und hielt 2015 einen TEDx-Talk mit dem Titel „How to Come Up with Good Ideas“ sowie eine weitere mit dem Titel „The Super Mario Effect – Tricking Your Brain into Learning More“. Des Weiteren hatte er einige Auftritte bei der Late-Night-Show Jimmy Kimmel Live!. Von 2015 bis Anfang 2020 arbeitete Rober als Produktdesigner in der Special Projects Group von Apple.
Im Dezember 2018 veröffentlichte Rober ein Video, in welchem er Paketdiebe mit einem eigens entwickelten Apparat überraschte, welcher in einem Paket versteckt wurde und beim Öffnen sehr feines Glitzer in der unmittelbaren Umgebung verteilte, Furzspray versprühte und Videoaufnahmen von dem Prozess anfertigte. Das Video ging viral und wurde an nur einem Tag 25 Millionen Mal aufgerufen. Rober entfernte später zwei der fünf in dem Video vorkommenden Diebstähle, nachdem er herausfand, dass zwei der Diebe in Wirklichkeit Freunde der Personen waren, die er angeheuert hatte, um die Paketdiebe zu fassen. Im Dezember 2019 veröffentlichte Rober eine Fortsetzung mit dem Schauspieler Macaulay Culkin, bekannt durch seine Rolle als Kevin in Kevin – Allein zu Haus, und einem verbesserten Design der stinkenden Glitzerbombe. Ein Jahr später veröffentlichte er eine weitere Fortsetzung mit einer dritten Version der Glitzerbombe. Während des Baus dieser arbeitete Rober mit den YouTubern Jim Browning, ScammerPayback, sowie mit verschiedenen US-Behörden zusammen, um das Glitzerbomben-Köderpaket als Taktik zu verwenden, Handlanger von Telefonbetrügern aus Indien zu verfolgen und zu verhaften. Dies geschah im Rahmen einer Aktion mit mehreren anderen YouTubern, welche auf die Gefahren von Telefonbetrug aufmerksam machte, um zu verhindern, dass Menschen auf die Betrugsmaschen dieser reinfallen. Im Dezember 2021 veröffentlichte Mark Rober eine weitere Fortsetzung, in der er die vierte Version der Glitzerbombe vorstellte, welche ebenfalls wieder Design- und Funktionsverbesserungen vorweist. Eine ähnliche Version der Glitzerbombe veröffentlichte Rober in einem Video im Mai 2022. Statt Paketdieben waren das Ziel dieses Mal Mitarbeiter eines Callcenters, welche mit Betrugsmaschen wie dem Enkeltrick überwiegend älteren Menschen regelmäßig große Mengen an Geld stehlen.
Im Oktober 2019 organisierte Rober zusammen mit dem YouTuber MrBeast eine Spendenaktion namens #TeamTrees, für die sie mit zahlreichen YouTubern auf der ganzen Welt zusammenarbeiteten. Das Ziel der Spendenaktion war, bis 2020 mindestens 20 Millionen US-Dollar für die Arbor Day Foundation zu sammeln, welche im Gegenzug für jeden gespendeten Dollar einen Baum pflanzt. Der Spendenaufruf wurde von vielen YouTubern verbreitet. Die Kampagne erreichte ihr Ziel am 19. Dezember 2019. Im November 2021 rief Rober gemeinsam mit MrBeast die Spendenaktion #TeamSeas ins Leben, mit dem Ziel, 30 Millionen Dollar zu sammeln, um 30 Millionen Pfund (13.608 Tonnen) Müll aus Flüssen, Ozeanen und von Stränden zu entfernen.
Im Jahr 2020 startete Rober erstmals einen 30-tägigen Creative-Engineering-Kurs auf der Online-Kursplattform Monthly, den er seitdem regelmäßig anbietet.
Am 14. Juli 2022 übernahm Rober für Jimmy Kimmel die Gastgeberrolle der Emmy-nominierten US Late-Night-Talkshow "Jimmy Kimmel Live!" auf dem Fernsehsender ABC.

## Privatleben
2015 zog Rober zusammen mit seiner Frau und seinem Sohn nach Sunnyvale (Kalifornien). Rober setzt sich für die Bewusstseinsförderung über Autismus ein, da sein Sohn diese Entwicklungsstörung besitzt. Im April 2021 hostete Mark Rober zusammen mit dem US-amerikanischen Komiker Jimmy Kimmel einen Livestream zur Unterstützung der Non-Profit-Organisation NEXT for AUTISM. Das Event erntete allerdings Kritik, da die unterstützte Organisation unter anderem die umstrittene Organisation Autism Speaks und die kontroverse Therapieform Applied Behavior Analysis befürwortet.

## Auszeichnungen
2021 wurde Mark Rober von der Institution of Engineering and Technology im Rahmen ihres 150-jährigen Jubiläums als STEM-Persönlichkeit des Jahres ausgezeichnet.